# Slag bij Bagravand
De Slag bij Bagravand vond plaats op 25 april 775. Een Arabisch leger versloeg een leger van Armeense opstandelingen en herstelde daarmee het Arabische gezag over Armenië.

## Voorgeschiedenis
Armenië was ongeveer 100 jaar onderworpen aan de Arabieren. Vanaf 770 ontstonden er door hoge belastingen sterke opstandige gevoelens die zich vooral uitten in overvallen op belastinggaarders. Een complete guerrilla begon, onder aanvoering van de familie Mamikonian. Nadat een kleine groep Armenen het Arabische garnizoen van Dvin had verslagen, sloten alle adellijke families zich bij de opstand aan. De Armenen belegerden vervolgens de stad Karin (Erzurum) in Oost-Anatolië. De kalief stuurde een leger van 30.000 man om de opstand neer te slaan. De opstandelingen ontvingen berichten over het naderende leger maar dachten dat het misleidende informatie was om de opstand te verstrooien. Op 15 april werd een kleiner deel van het Armeense leger, dat een andere stad wilde aanvallen, vernietigend verslagen door de Arabieren.

## Verloop
Op 25 april vond de veldslag plaats bij Bagrevand. Het Armeense leger bestond uit ongeveer 5.000 man, voor een deel zwaarbewapende cavalerie maar voor het grootste deel eenvoudige boerensoldaten. Het voetvolk werd met zware verliezen op de vlucht gejaagd. De cavalerie hield lang stand maar werd uiteindelijk vrijwel geheel vernietigd. Meer dan de helft van het Armeense leger werd in deze slag gedood.

## Betekenis
De Arabieren wisten eenvoudig alle overblijvende verzetshaarden uit te schakelen. Een deel van de Armeense adellijke families, waaronder de Mamikonian, verloor zijn macht en verdwijnt uit de geschiedenis. Andere adellijke families, die ook aan de opstand hadden deelgenomen - zoals de Bagratuni, profiteerden hiervan door hun positie te versterken.